# Gioiella insecutor
Gioiella insecutor är en stekelart som först beskrevs av Giordani Soika 1951.  Gioiella insecutor ingår i släktet Gioiella och familjen Eumenidae. Inga underarter finns listade i Catalogue of Life.